# Pomostowanie tętnic wieńcowych bez użycia krążenia pozaustrojowego

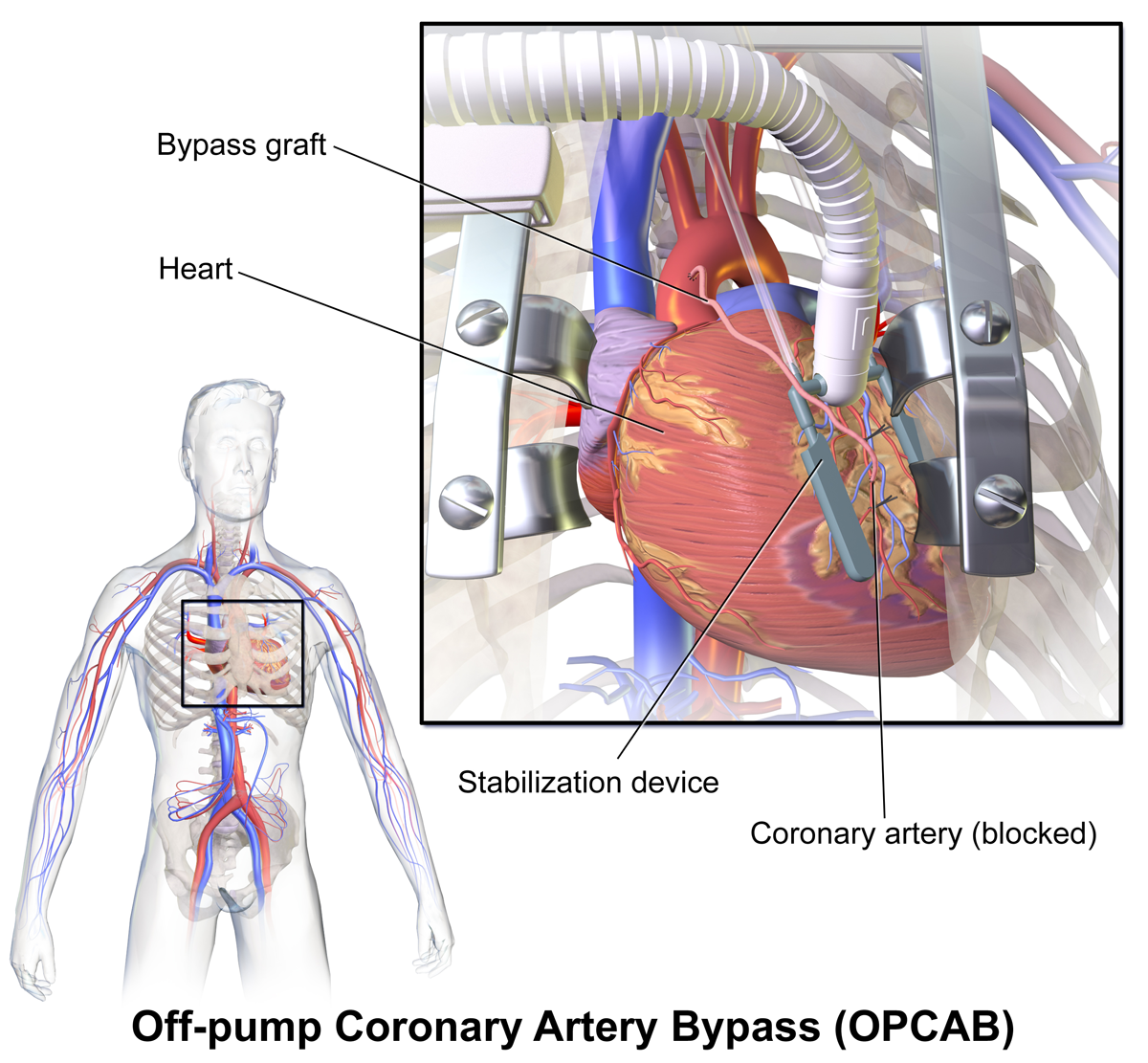
Pomostowanie tętnic wieńcowych bez użycia krążenia pozaustrojowego (OPCAB)

Pomostowanie tętnic wieńcowych bez użycia krążenia pozaustrojowego (ang. off-pump coronary artery bypass) (OPCAB) – forma operacji pomostowania tętnic wieńcowych (CABG) wykonywana na bijącym sercu bez krążenia pozaustrojowego (sztucznego płucoserca) jako leczenie choroby niedokrwiennej serca. Została ona opracowana na początku lat 90. przez Amano Atsushi.
Pomostowanie tętnic wieńcowych bez krążenia pozaustrojowego zostało opracowane w celu uniknięcia powikłań związanych z użyciem sztucznego płuco-serca podczas operacji kardiochirurgicznych i obniżenia kosztów leczenia. Uważa się, że krążenie pozaustrojowe powoduje pooperacyjne pogorszenie funkcji poznawczych, zdolności koncentracji, drobnych funkcji motorycznych i/lub podrażnienie układu odpornościowego, znane jako zespół poperfuzyjny krążenia pozaustrojowego. Najczęściej są one przejściowe i po 3 miesiącach od operacji pomostowania grupy OPCAB i CABG nie różnią się między sobą.
Czasami podczas operacji pomostowania dochodzi do zatorów a materiał zatorowy może pochodzić ze ściany aorty, który może oderwać się od ściany aorty podczas manipulacji w czasie procedury CABG.  Zanieczyszczenia te mogą powodować powstawanie zakrzepów lub "zatorów", które mogą zakłócać przepływ krwi do mózgu, powodując uszkodzenia neurologiczne, a nawet udar mózgu.  Analiza danych pochodzących od pacjentów poddawanych operacjom na bijącym sercu wykazała znaczne zmniejszenie uwalniania tych zanieczyszczeń i odpowiednio niższe wskaźniki udarów. Rosnąca liczba chirurgów OPCAB całkowicie unika manipulacji na aorcie, co znane jest jako bezdotykowa operacja pomostowania aortalno-wieńcowego, używając do pomostowania obu tętnic piersiowych wewnętrznych.
Chirurgia off-pump może być trudniejsza technicznie, ale przy odpowiednim przeszkoleniu i doświadczeniu wykazano, że jakość zespoleń jest podobna do wyników operacji z użyciem krążenia pozaustrojowego u chirurgów z porównywalnym doświadczeniem.

## Technika operacji
Operacja OPCAB rozpoczyna się w znieczuleniu ogólnym poprzez pośrodkowe przecięcie mostka. Po uwidocznieniu serca po otworzeniu worka osierdziowego uwidacznia się zmienione tętnice wieńcowe. Okolice zwężenia tętnicy wieńcowej unieruchamia się za pomocą stabilizatora. Pozostała część serca może wykonywać swoją zwykłą pracę pompowania. Teraz bijące serce można zoperować bez użycia płuco-serca, a na odpowiednich naczyniach wieńcowych można założyć bajpasy.
Podczas wszywania naczyń omijających do tętnic wieńcowych, zaopatrywane są one w krew bez przerwy za pomocą cienkich plastikowych rurek („shunt”). Są one ponownie usuwane na krótko przed zakończeniem połączenia naczyniowego.
W przypadku choroby wieńcowej jednonaczyniowej przedniej ściany serca technikę tę można zastosować również „minimalnie inwazyjnie” z niewielkim bocznym nacięciem między żebrami (małoinwazyjne pomostowanie tętnic wieńcowych (ang. minimally invasive direct coronary artery bypass, MIDCAB)).